# Färöische 1. Deild (Frauenfußball)
Die 1. Deild (deutsch 1. Liga) ist die zweithöchste Spielklasse der Frauen im Fußball auf den Färöern. Sie wurde 1986 ein Jahr nach der Betrideildin gegründet und hieß bis 2019 2. Deild (deutsch 2. Liga).

## Aktueller Modus
In der 1. Deild spielt jede der zehn Mannschaften an 18 Spieltagen jeweils zwei Mal gegen jede andere. Sollte Punktgleichheit bestehen, wird zunächst nach der Tordifferenz und dann nach den erzielten Toren entschieden. Sofern danach immer noch Gleichstand vorherrscht und es um den Auf- oder Abstieg geht, wird ein Entscheidungsspiel auf neutralem Platz ausgetragen. 2021 stieg die beste A-Mannschaften in die Betrideildin auf, 2020 die beiden besten A-Mannschaften. In Ermangelung einer untergeordneten Liga gibt es keinen geregelten Abstieg.

## Teilnehmer Saison 2024
- AB Argir
- B36 Tórshavn II
- B68 Toftir
- EB/Streymur (Neuling)
- FC Hoyvík II (Neuling)
- HB Tórshavn II (Meister)
- ÍF Fuglafjørður
- KÍ Klaksvík II
- NSÍ Runavík II
- Víkingur Gøta II

## Bisherige Meister
| Saison | Meister                 | Weitere Aufsteiger                                             |
| ------ | ----------------------- | -------------------------------------------------------------- |
| 1986   | SÍ Sumba                | –                                                              |
| 1987   | NSÍ Runavík             | –                                                              |
| 1988   | Skála ÍF                | –                                                              |
| 1989   | VB Vágur                | –                                                              |
| 1990   | MB Miðvágur             | –                                                              |
| 1991   | B36 Tórshavn II 1       | SÍ Sumba                                                       |
| 1992   | GÍ Gøta                 | –                                                              |
| 1993   | ÍF Fuglafjørður         | –                                                              |
| 1994   | GÍ Gøta 2               | NSÍ Runavík                                                    |
| 1995   | LÍF Leirvík             | –                                                              |
| 1996   | B68 Toftir              | –                                                              |
| 1997   | NSÍ Runavík             | –                                                              |
| 1998   | VB Vágur                | –                                                              |
| 1999   | NSÍ Runavík             | AB Argir, B71 Sandur, EB/Streymur, GÍ Gøta, SÍ Sumba, Skála ÍF |
| 2000   | B71 Sandur              | B68 Toftir                                                     |
| 2001   | GÍ Gøta                 | Skála ÍF                                                       |
| 2002   | AB Argir                | B71 Sandur, EB/Streymur, FS Vágar, SÍ Sumba                    |
| 2003 3 | keine Austragung        | keine Austragung                                               |
| 2004 3 | keine Austragung        | keine Austragung                                               |
| 2005   | keine Austragung        | HB Tórshavn, NSÍ Runavík, SÍ Sørvágur                          |
| 2006 3 | keine Austragung        | keine Austragung                                               |
| 2007   | VB/Sumba                | Skála ÍF                                                       |
| 2008   | EB/Streymur             | B68 Toftir/NSÍ Runavík                                         |
| 2009   | MB Miðvágur/07 Vestur 4 | –                                                              |
| 2010   | B36 Tórshavn            | HB Tórshavn                                                    |
| 2011   | B68 Toftir/NSÍ Runavík  | ÍF Fuglafjørður, EB/Streymur, FC Suðuroy                       |
| 2012 3 | B36 Tórshavn II 1       | –                                                              |
| 2013 3 | HB Tórshavn II 1        | –                                                              |
| 2014 3 | FC Suðuroy              | –                                                              |
| 2015 3 | FC Suðuroy              | –                                                              |
| 2016 3 | FC Suðuroy              | –                                                              |
| 2017 3 | EB/Streymur/Skála II 1  | –                                                              |
| 2018 3 | 07 Vestur               | –                                                              |
| 2019 3 | ÍF/Víkingur/B68 II 1    | –                                                              |
| 2020   | AB Argir/B71 Sandur     | 07 Vestur                                                      |
| 2021   | HB Tórshavn II 1        | TB/FC Suðuroy/Royn                                             |
| 2022 3 | HB Tórshavn II 1        | –                                                              |
| 2023   | HB Tórshavn II 1        | FC Hoyvík                                                      |